# Dolindo Ruotolo
Dolindo Ruotolo (Napulj, 6. listopada 1882. – Napulj, 19. studenog 1970.) bio je talijanski katolički svećenik i mistik. Kandidat je za beatifikaciju, te u Katoličkoj Crkvi ima naslov sluge Božjeg.
Ruotolo je poznat kao zagovornik duhovne prakse zvane „duhovnost predaje - misli ti”. Poljski nadbiskup Konrad Krajewski, papinski svećenik, naveo je Ruotolovu osobnu odanost kao nadahnuće.
Kao peto od jedanaestero djece Raffaelea, inženjera i matematičara, i Silvije Valle, potomka napuljskog i španjolskog plemstva, imao je teško djetinjstvo zbog zdravstvenih problema i obiteljskih ekonomskih ograničenja. Godine 1896., nakon rastave njegovih roditelja, Dolindo (ime nejasnog značenja, ali usko povezano s boli) poslan je sa svojim bratom Eliom u Apostolsku školu misijskih svećenika, a tri godine kasnije primljen je u novicijat. Redovničke zavjete položio je 1. lipnja 1901., a dvije godine kasnije neuspješno je tražio da ga pošalju u Kinu kao misionara.
Nakon prezbiterskog ređenja 24. lipnja 1905. u dobi od 23 godine imenovan je profesorom klerika Apostolske škole i učiteljem gregorijanskog pjevanja. Nakratko se preselio u Taranto, a zatim u sjemenište Molfetta, gdje je predavao i radio za reformu samog sjemeništa. 
U Molfetti ispitivao je slučaj navodnog vidioca iz Catanije, koji je izazvao jake sukobe sa svojim nadređenima. Dana 29. listopada 1907. pozvan je u Napulj i naređeno mu je da se više ne zanima za tu stvar. Optužen da je „formalni i dogmatizirajući heretik”, otišao je u Rim da se podvrgne presudi Svetog ureda: nakon četiri mjeseca istrage, u kojoj Ruotolo nije odstupio od svojih načela, suspendiran je i prisiljen na psihijatrijsku procjenu, u kojoj se pokazalo da je uračunljiv. Dana 13. travnja 1908. pozvan je u Napulj od strane poglavara kongregacije, koji su ga istjerali i podvrgnuli egzorcizmu.
Preselio se u Rossano, u Kalabriji; dana 8. kolovoza 1910. zahtjev za revizijom suspenzije je bio uspješan i rehabilitiran je nakon dvije i pol godine suspenzije. Po drugi put, u prosincu 1911., pozvan je u Rim, a zatim vraćen u Napulj 1912. Prošao je suđenje 1921. i osuđen je. Konačno je rehabilitiran 17. srpnja 1937. u 55. godini života.
Svoj život kao sada dijecezanskog svećenika nastavio je u Napulju, u crkvi San Giuseppe dei Nudi, u kojoj je njegov brat Elio bio župnik. Ovdje je Ruotolo bio tvorac Djela Božjeg i Djela apostolata tiska.
Ruotolo je ostavio komentar Svetoga pisma u 33 sveska, mnoga teološka, asketska i misticistička djela, cijele tomove pisama, autobiografske i kršćanske doktrine. Komentar Svetoga pisma usvojio je tradicionalnu egzegetsku metodu pokušavajući zaliječiti pukotinu između znanosti i vjere u egzegezi, metodi protiv koje su se u to vrijeme borili Papinski biblijski institut i Papinska biblijska komisija, koje su vodili Augustin Bea i Eugène Tisserant. Njegov rad je osuđen od strane Svetog ureda zbog intervencije oca Alberta Vaccarija, unatoč obrani Giovannija Marije Sanne, biskupa Gravine i Irsine, i Giuseppea Marije Palatuccija, biskupa Campagne.
Ponudio se kao duša žrtve za čovječanstvo i bio je pogođen mnogim patnjama, uključujući potpunu paralizu u posljednjih deset godina svog života.
Ruotolo je imao dar proricanja, napisao je biskupu Hnilici 1965. da će „novi Ivan ustati iz Poljske herojskim koracima da slomi lance izvan granica koje je nametnula komunistička tiranija”. Rečeno je da se ovo proročanstvo ostvarilo u papi Ivanu Pavlu II.

## „Misli ti”
Jedan od njegovih najpoznatijih duhovnih spisa je molitva pod nazivom „Isuse, misli ti!”, kao izraz potpuna predanja Bogu.
Ova molitva poziva vjernike da se oslobode briga i tjeskobe tako što će svoje probleme, želje i strahove predati Isusu. Njegova osnovna poruka glasi: prepusti sve Bogu i vjeruj u Njegovu ljubav i providnost. Don Dolindo je vjerovao da prekomjerno analiziranje i kontroliranje stvari često dovodi do nemira i udaljava od Božjeg mira. Glavne točke molitve su: predanje Bogu, mir i povjerenje te prihvaćanje Božje volje.